# Pseudonapomyza quatei
Pseudonapomyza quatei este o specie de muște din genul Pseudonapomyza, familia Agromyzidae, descrisă de Mitsuhiro Sasakawa în anul 1963. Conform Catalogue of Life specia Pseudonapomyza quatei nu are subspecii cunoscute.